# Rosanna Davison
Rosanna Diane Davison (17 de abril de 1984) fue la ganadora del título de Miss Mundo 2003. Es hija del músico Chris de Burgh, quien escribió la canción "Para Rosanna" en su honor para el álbum de 1986, Into The Light.

## Educación
Nació en el condado de Dublín, Irlanda, su educación primaria fue en la escuela Aravon School, en el condado de Wicklow. Luego asistió a la Escuela Rathdown, de Glenageary, Condado de Dublín. Se graduó y completó sus exámenes de certificación en 2002. En 2006, se graduó de la Universidad de Dublín con una licenciatura en letras en Sociología e Historia del Arte.
También se inscribió en un curso a tiempo parcial en Dublín con el fin de convertirse en una terapeuta nutricional calificada.

## Miss Mundo
En agosto de 2003, entró en la final de Miss Irlanda en Dublín, y ganó la competencia. En diciembre de 2003, junto con otras 106 concursantes, compitió en el Miss Mundo en Sanya, China. Rosanna ganó la corona y se convirtió en la primera participante irlandesa en ganar el título de Miss Mundo desde 1951. Durante su reinado, viajó al Reino Unido, Estados Unidos, Canadá, China, Sri Lanka, Alemania, Polonia y su natal Irlanda.

## Carrera de modelaje
Davison es actualmente la cara de "Holiday On Ice", y también ha participado en dos campañas para Newbridge Silverware y Rally England.
Ella firmó para ser parte de Storm Model Management en el Reino Unido.
En el verano de 2009, Davison protagonizó la película Vena junto al actor irlandés Richard Wall, en la que interpretó a su novia. La película fue dirigida por el fotógrafo y director Kevin Abosch.
En febrero de 2012, quedó en segundo lugar en una encuesta para encontrar los Valentines (parejas deseables para el día de San Valentín) más deseables de Irlanda.
Desde octubre de 2013, empezó a presentar informes televisivos en LFC TV, el canal de televisión de Liverpool FC.

## Vida personal
Davison ha estado en una relación amorosa con Wesley Quirke desde 2006, se comprometieron en 2013 y se casaron en el verano de 2014. Su primera hija, Sophia, nació en noviembre de 2019. Dio a luz a gemelos, dos niños llamados Hugo y Oscar, en noviembre de 2020. Antes de tener a sus tres hijos, Davison sufrió un total de 14 abortos espontáneos.
Rosanna siguió una dieta vegetariana por más de una década, pero recientemente tuvo una transición a una dieta vegana para impulsar su formación para el evento Ironman de Galway, el cual consiste en una media maratón, paseo en bicicleta de 90 kilómetros, y 1,9 kilómetros de natación. Ella posó desnuda en una campaña publicitaria de PETA promoviendo una dieta vegana.